# Галузинецька сільська рада
Галузине́цька сільська́ ра́да — адміністративно-територіальна одиниця та орган місцевого самоврядування в Деражнянському районі Хмельницької області. Адміністративний центр — село Галузинці.

## Загальні відомості
Галузинецька сільська рада утворена в квітні 1944 року.
- Територія ради: 28,38 км²
- Населення ради: 669 осіб (станом на 2001 рік)

## Населені пункти
Сільській раді були підпорядковані населені пункти:
- с. Галузинці

## Склад ради
Рада складалася з 15 депутатів та голови.
- Голова ради: Твердовська Валентина Василівна
- Секретар ради: Маєвська Алла Миколаївна

### Керівний склад попередніх скликань
| Прізвище, ім'я, по батькові     | Основні відомості                                                                       | Дата обрання | Дата звільнення |
| ------------------------------- | --------------------------------------------------------------------------------------- | ------------ | --------------- |
| Твердовська Валентина Василівна | Сільський голова, 1957 року народження, освіта середня спеціальна, позапартійна         | 26.03.2006   | 31.10.2010      |
| Твердовська Валентина Василівна | Сільський голова, 1957 року народження, освіта середня спеціальна, член Партії регіонів | 31.10.2010   |                 |

Примітка: таблиця складена за даними сайту Верховної Ради України

### Депутати
За результатами місцевих виборів 2010 року депутатами ради стали:

#### За суб'єктами висування
| Суб'єкт висування                      | Кількість обраних депутатів | %    |
| -------------------------------------- | --------------------------- | ---- |
| Самовисування                          | 6                           | 40   |
| Партія регіонів                        | 4                           | 26,7 |
| Комуністична партія України            | 3                           | 20   |
| Народна партія                         | 1                           | 6,7  |
| Партія Християнсько-Демократичний Союз | 1                           | 6,7  |

#### За округами
| № округу                               | Прізвище, ім'я, по батькові        | Дата визнання обраним | Освіта  | Партійна приналежність                      | Відомості про обраного депутата            |
| -------------------------------------- | ---------------------------------- | --------------------- | ------- | ------------------------------------------- | ------------------------------------------ |
| Комуністична партія України            |                                    |                       |         |                                             |                                            |
| 1                                      | Облапінський В'ячеслав Віталійович | 04.11.2010            | середня | позапартійний                               | тимчасово не працює                        |
| 3                                      | Швець Яніна Петрівна               | 04.11.2010            | середня | позапартійна                                | тимчасово не працює                        |
| 15                                     | Альгін В'ячеслав Олександрович     | 04.11.2010            | вища    | позапартійний                               | ВЧ № 3 м. Хмельницький                     |
| Народна Партія                         |                                    |                       |         |                                             |                                            |
| 6                                      | Яворський Роман Васильович         | 04.11.2010            | середня | позапартійний                               | тимчасово не працює                        |
| Партія регіонів                        |                                    |                       |         |                                             |                                            |
| 4                                      | Маєвська Алла Миколаївна           | 04.11.2010            | середня | член Партії регіонів                        | Галузинецька сільська рада, секретар       |
| 7                                      | Роєцький Олександр Цезарович       | 04.11.2010            | середня | позапартійний                               | тимчасово не працює                        |
| 8                                      | Протопопова Віра Вікторівна        | 04.11.2010            | середня | член Партії регіонів                        | сільський будинок культури, директор       |
| 11                                     | Павловський Віталій Володимирович  | 04.11.2010            | вища    | член Партії регіонів                        | с. Галузинці, ветлікар                     |
| Партія Християнсько-Демократичний Союз |                                    |                       |         |                                             |                                            |
| 2                                      | Маєвський Володимир Миколайович    | 04.11.2010            | середня | член Партії Християнсько-Демократичний Союз | тимчасово не працює                        |
| Самовисування                          |                                    |                       |         |                                             |                                            |
| 5                                      | Павліщук Тамара Костянтинівна      | 04.11.2010            | середня | позапартійна                                | с. Галузинці, продавець                    |
| 9                                      | Шикирявий Володимир Григорович     | 04.11.2010            | вища    | позапартійний                               | тимчасово не працює                        |
| 10                                     | Гончарук Лариса Болеславівна       | 04.11.2010            | середня | позапартійна                                | тимчасово не працює                        |
| 12                                     | Дидов Василь Миколайович           | 04.11.2010            | середня | позапартійний                               | тимчасово не працює                        |
| 13                                     | Роєцький Леонід Цезарович          | 04.11.2010            | середня | позапартійний                               | тимчасово не працює                        |
| 14                                     | Лукова Любов Федорівна             | 04.11.2010            | середня | позапартійна                                | Галузинецька сільська рада, землевпорадчик |